# イゼルニア
イゼルニア（イタリア語: Isernia ( 音声ファイル)）は、イタリア共和国モリーゼ州にある都市で、その周辺地域を含む人口約2万2000人の基礎自治体（コムーネ）。イゼルニア県の県都である。

## 地理

### 位置・広がり
イゼルニア県中部のコムーネである。イゼルニアの街は、州都カンポバッソから西へ約36km、フロジノーネから東へ約74km、ナポリから北へ約83km、首都ローマから東南東へ約151kmの距離にある。

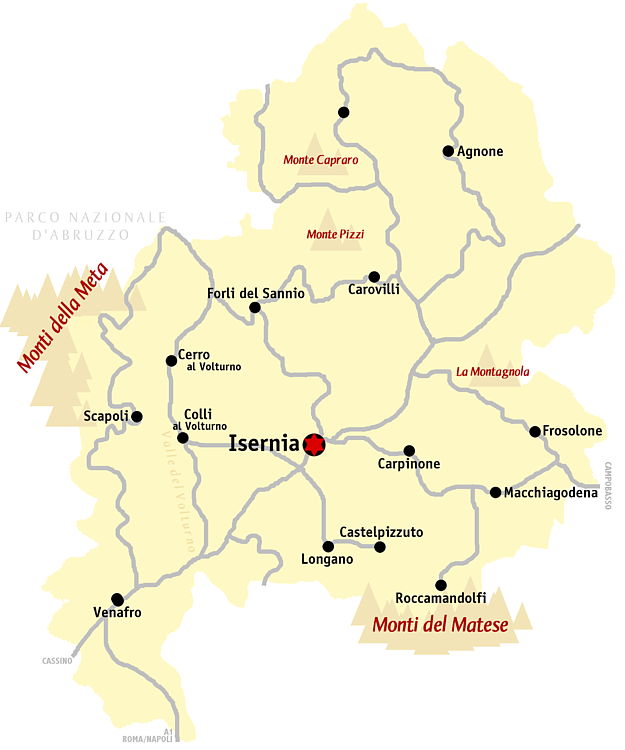
イゼルニア県概略図

#### 隣接コムーネ
隣接するコムーネは以下の通り。
- カルピノーネ
- フォルリー・デル・サンニオ
- フォルネッリ
- ロンガーノ
- マッキア・ディゼルニア
- ミランダ
- ペスケ
- ペットラネッロ・デル・モリーゼ
- ロッカシクーラ
- サンタガーピト

## 歴史
古代においてイゼルニアはアエセルニアの名称で呼ばれ、サムナイトと呼ばれるイタリック人の部族が住んでいた。その後はローマの植民地になった。ローマ時代の遺跡は現在も都市の下に眠っており、2021年にはローマの初代皇帝アウグストゥスの頭部像が発掘されている。

## 行政

### 行政区画
イゼルニアには、以下の分離集落（フラツィオーネ）がある。
- Acquazolfa, Bazzoffie, Breccelle, Capruccia, Castagna, Castelromano, Colle de' Cioffi, Colle Martino, Colle Pagano, Collecroci, Conocchia, Coppolicchio, Fragnete, Marini, Salietto, Valgianese

## 人物

### 著名な出身者
- ケレスティヌス5世 - 13世紀の聖職者、ローマ教皇（在位：1294年）。
- ロベルト・ファリナッチ - 20世紀のファシスト党の政治家。